# 太田織ネーム
株式会社太田織ネーム（おおたおりネーム）は、京都府京都市中京区に本社を置く織物企業。

## 沿革
- 1930年（昭和5年）- 大阪梅田にて太田織ネーム店創業　創業者　太田義雄
- 1936年（昭和11年）- 神戸店開設
- 1946年（昭和21年）- 京都にて創業再開、同時に大阪店安堂寺橋にて開設
- 1968年（昭和43年）- 株式会社太田織ネーム会社設立　太田義雄代表取締役に就任
- 1969年（昭和44年）- 本社を現在位置に新築移転
- 1977年（昭和52年）- 太田義雄会長に就任　太田義春代表取締役に就任
- 1982年（昭和57年）- 太田プリントラベル工業株式会社を福井県丸岡町に開設
- 1996年（平成8年）- 上海支店開設
- 1998年（平成10年）- 大阪店現在位置に移転
- 2002年（平成14年）- 太田義春会長に就任　太田智之代表取締役に就任
- 2003年（平成15年）- 東京支店開設　上海太田織服装輔料有限公司設立